# Alma mater (film 1915)
Alma mater è un film muto italiano del 1915 diretto da Enrico Guazzoni.